# Ocna Șugatag
Ocna Șugatag (deutsch Altwerk, ungarisch Aknasugatag) ist eine Gemeinde im Kreis Maramureș im Nordwesten Rumäniens. Besondere Bekanntheit hat der Ort als Thermalstation für seine Salzbäder.

## Geographische Lage

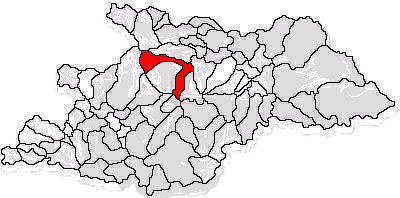
Lage der Gemeinde Ocna Șugatag im Kreis Maramureș

Die Gemeinde liegt auf dem Hochplateau der Maramureș auf einer Höhe von etwa 500 Metern, in der Maramureș-Senke (Depresiunea Maramureșului) nördlich des Gutâi-Gebirges (Munții Gutâi). Der Ort erstreckt sich entlang der Kreisstraße (drum județean) DJ 109F zwischen Baia Mare und Sighetu Marmației. Nach Sighetu Marmației und zur ukrainischen Grenze sind es 20 Kilometer.

## Geschichte
Der Ort wurde zum ersten Mal 1355 in einem Dokument zur Landverteilung der Maramureș erwähnt. Von 1787 bis 1822 wurde in Minen vor dem Dorf nach Kochsalz gegraben, das damals größtenteils weiterverkauft wurde. Heute sind die Gruben stillgelegt und das unterirdische Salz wird bei den zahlreichen Salzbädern verwendet. Schriften zu den berühmten Heilquellen der Region datieren bis ins 19. Jahrhundert zurück. Sie waren als Bredenbad oder Bad Brieb bekannt.

## Bevölkerung
Bei einer Volkszählung von 1930 wurden im Ort Ocna Șugatag selbst 1568 Einwohner ermittelt. 890 davon waren Magyaren, 480 Rumänen, 169 waren Juden, 18 Deutsche und einer bekannte sich als Ukrainer. Bei der Volkszählung im Jahre 2002 wurden auf dem Gebiet der Gemeinde 4207 Bewohnern gezählt. 3710 davon waren Rumänen, 403 davon waren Ungarn, 76 Roma, 14 Ukrainer, drei waren Deutsche und einer davon war Jude. 2011 wurden in der Gemeinde Ocna Șugatag 3853 Menschen registriert.

## Wirtschaft
Zu den wichtigsten Erwerbszweigen von Ocna Șugatag gehören, wie auch im Rest der Region, die Land- und Forstwirtschaft sowie die Viehzucht. Außerdem sind viele Bewohner in der Tourismusbranche tätig, vor allem bei den zahlreichen Salzbädern.
Mit Hilfe von Fremdinvestoren will man in Zukunft neue Schulen und Kindergärten bauen. Außerdem sollen Wasserversorgung und Straßennetz ausgebaut werden.

## Tourismus und Sehenswürdigkeiten
- Im eingemeindeten Dorf Breb (ungarisch Bréb) die Holzkirche im 16. Jahrhundert und das Pfarrhaus im 18. Jahrhundert errichtet, stehen unter Denkmalschutz.[6]
- Im eingemeindeten Dorf Hoteni (ungarisch Hotinka) die Holzkirche Sf. Arhangheli Mihail și Gavril, 1657 errichtet, steht unter Denkmalschutz.[6]
- Im eingemeindeten Dorf Sat-Șugatag (ungarisch Falusugatag) die Holzkirche Cuvioasa Paraschiva 1642 errichtet, steht unter Denkmalschutz.[6]

Ocna Șugatag lebt vom Badetourismus. Dabei handelt es sich aber nicht nur um Spa- und 
Solebäder in Hotels. Auch in der freien Natur und in Schwimmbädern, werden im Sommer viele Salzbäder aufgestellt, die von Besuchern aus dem gesamten Umland genutzt werden.
Des Weiteren ist die Gemeinde auch für ihr 44 Hektar großes Waldreservat Pădurea Crăiască bekannt, in dem eine Vielzahl alter Eichen und Lärchen sich befinden. Das 50 Hektar große Naturschutzgebiet Rezervația Creasta Cocoșului (Hahnenkamm), südlich der Gemeinde – auf dem Gebiet der Gemeinde Desești –, weist ebenfalls eine Vielfalt unterschiedlicher Pflanzen- und Tierarten auf, und wurde im Jahr 2000 zum Naturschutzgebiet erklärt.

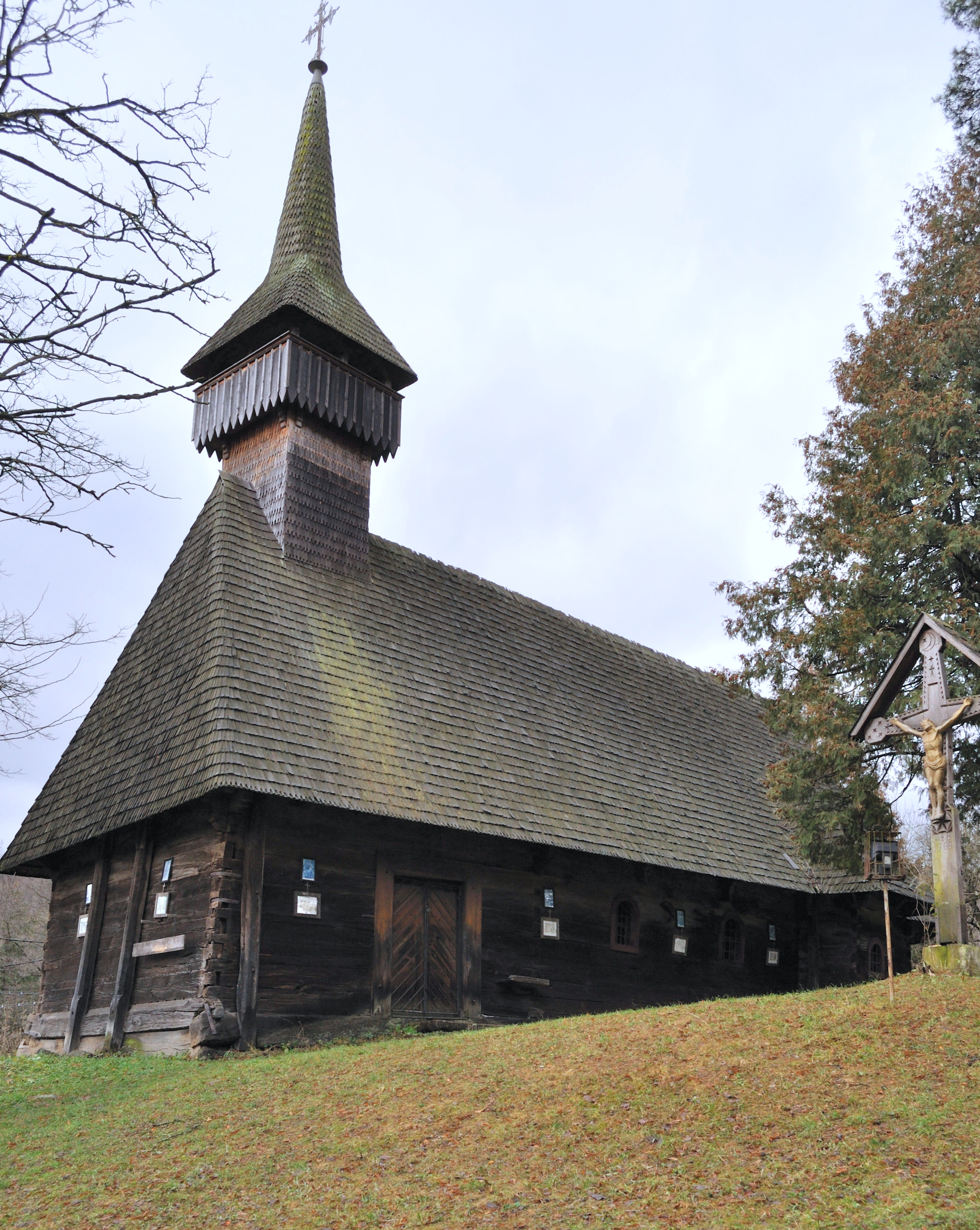
Holzkirche in Breb
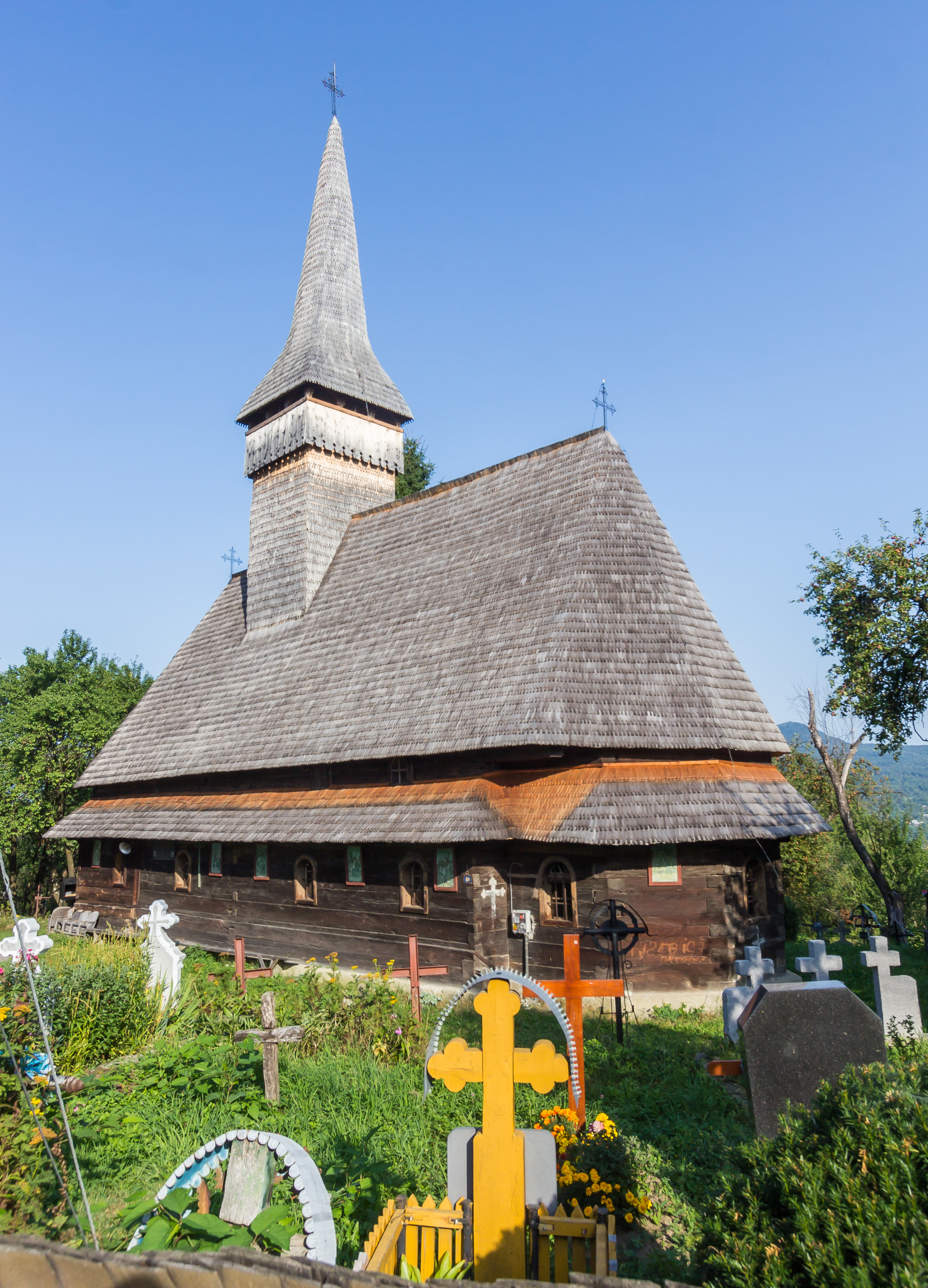
Holzkirche in Hoteni
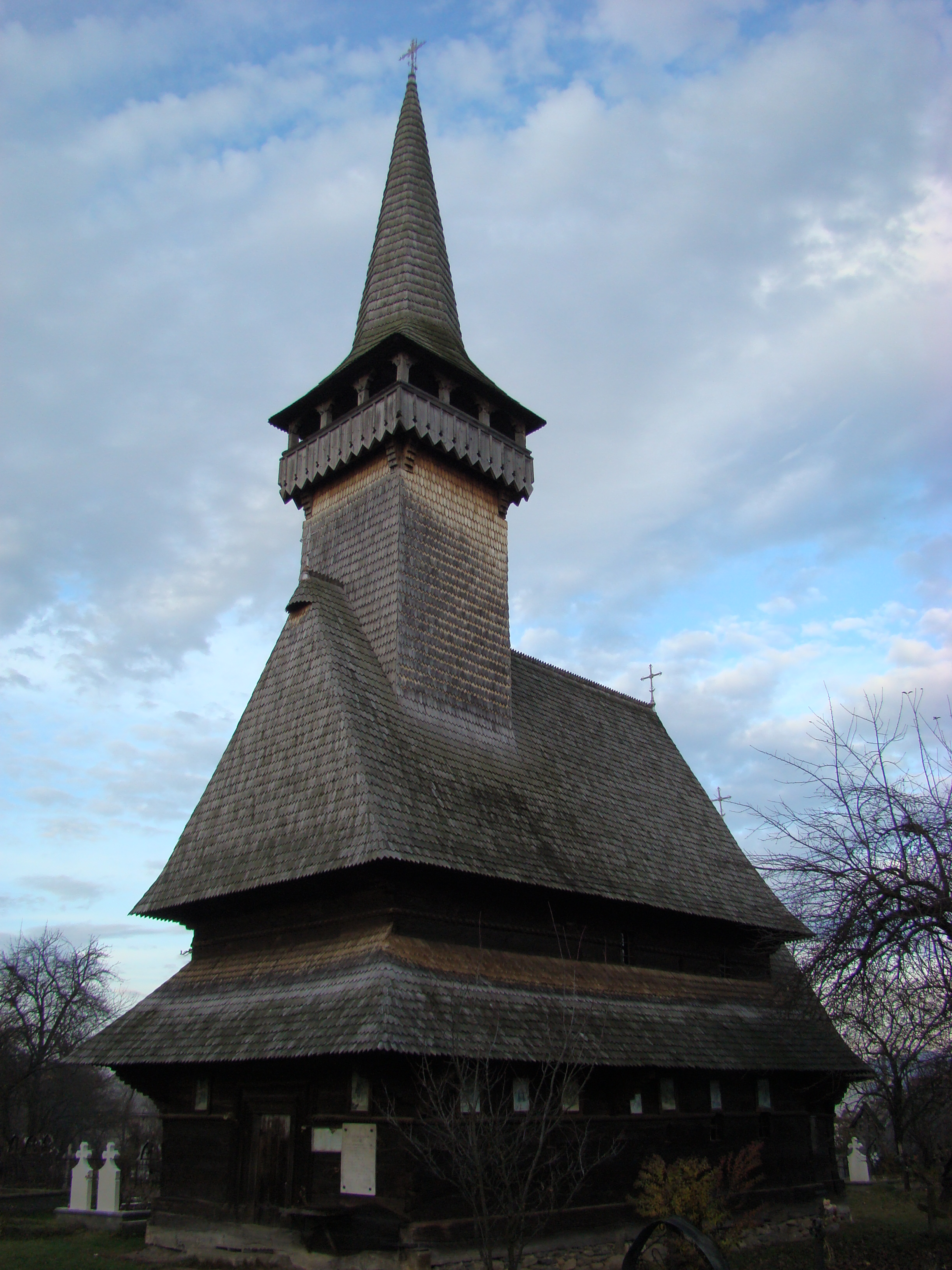
Holzkirche in Sat-Șugatag
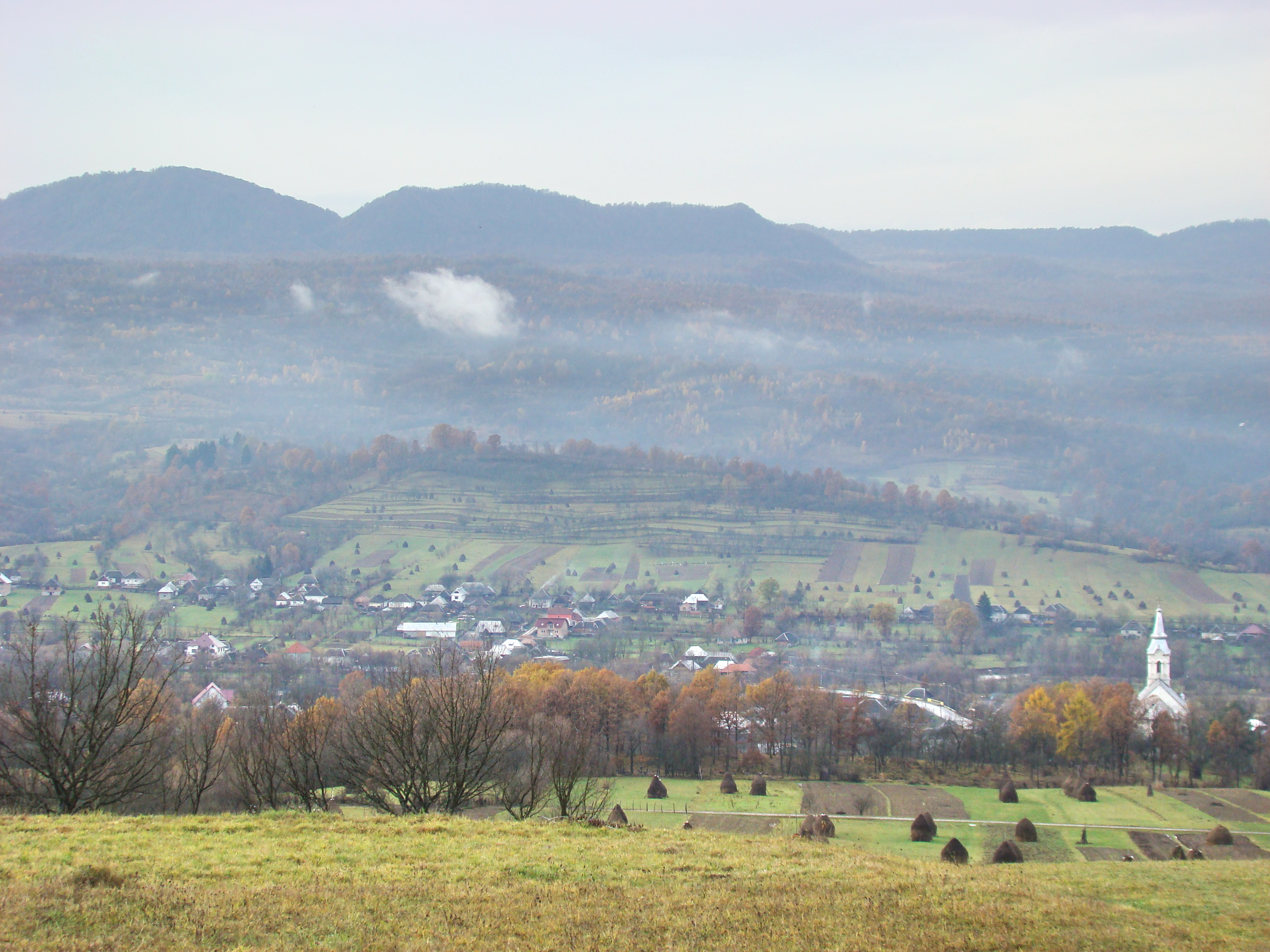
Blick von Norden auf die Gemeinde
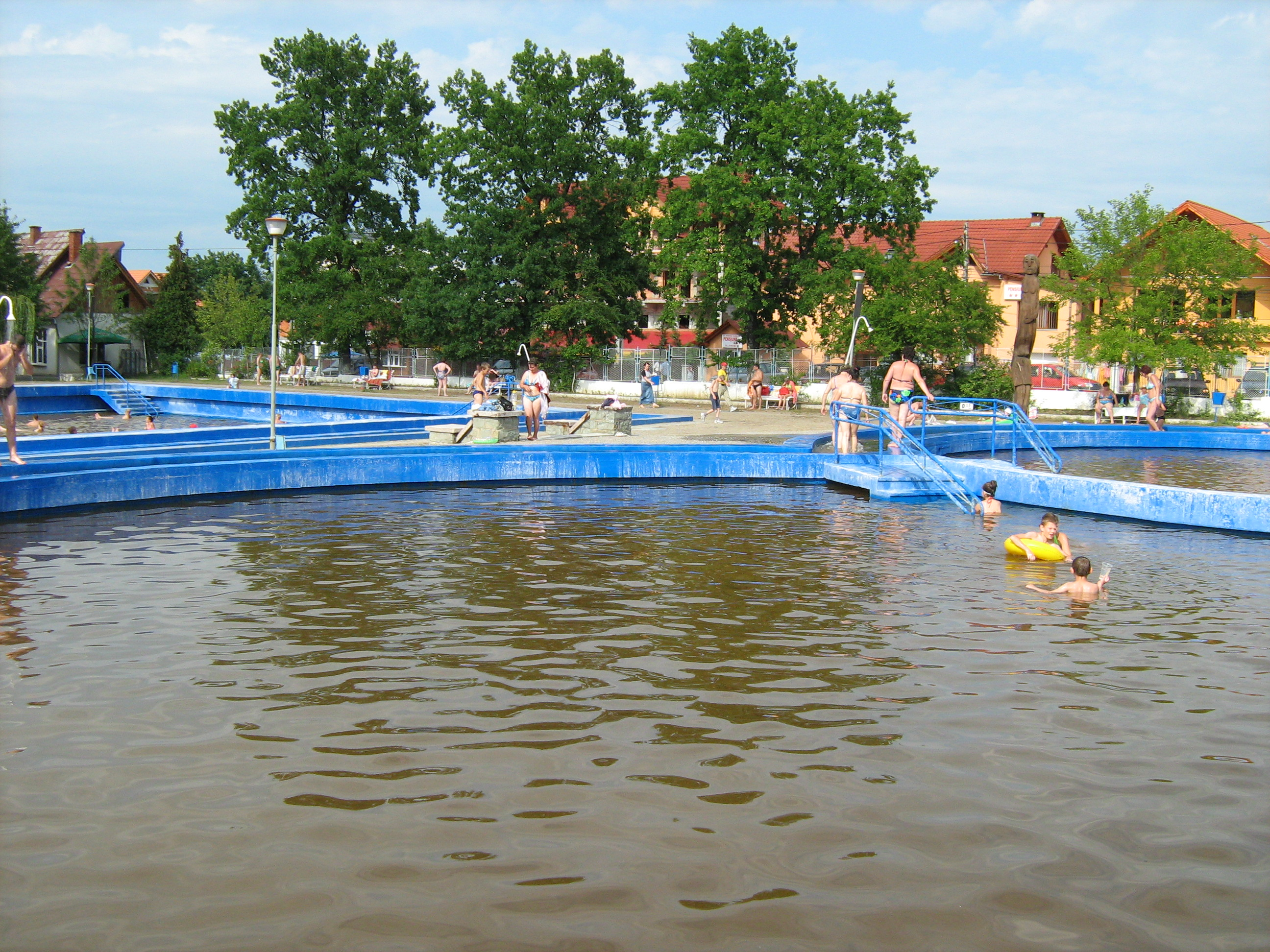
Salzbad in Ocna Șugatag

## Bibliographie
- Claus Stephani: "Zalatyna... vulgo Althemwerk". Aus der Geschichte von Ocna Șugatag. In: Neuer Weg (Bukarest), 36/10942, 32.7.1984.